# Cyril Baille
Pour les articles homonymes, voir Baille.

a Compétitions nationales et continentales officielles uniquement.

b Matchs officiels uniquement.
Dernière mise à jour le 8 mars 2025.
Cyril Baille, né le 15 septembre 1993 à Pau (Pyrénées-Atlantiques), est un joueur international français de rugby à XV jouant au poste de pilier gauche au Stade toulousain où il est formé.
Avec le Stade toulousain, il remporte le championnat de France en 2019, 2021, 2023, 2024 et 2025, ainsi que la Coupe d'Europe en 2021 et 2024. Il remporte aussi le Tournoi des Six Nations 2022 en réalisant le Grand Chelem avec le XV de France.

## Biographie

### Jeunesse et formation
Cyril Baille naît le 15 septembre 1993 à Pau. Bien qu'il soit né dans une famille de rugbymen, il commence par pratiquer le football à l'âge de six ans au club de Saint-Laurent-de-Neste au poste de gardien de but. Il fréquente néanmoins les stades de rugby pour voir son père, Pierre Baille, pilier droit, fouler les pelouses du côté de Lannemezan, Saint-Gaudens ou Montréjeau. Son père a notamment joué de longues années au Stade Saint-Gaudinois, club avec lequel il fut champion de France de Nationale B en 1988. À 11 ans, Cyril Baille commence finalement le rugby au CA Lannemezan en benjamins. Il joue dans un premier temps derrière avant de devenir troisième ligne puis pilier. Il y reste durant 5 années. Il passe ensuite des détections au Stade toulousain, avec succès, mais ses parents préfèrent qu'il se concentre sur ses études. Il est d'ailleurs titulaire d'un CAP charpente. Un an plus tard, l'opportunité de signer au Stade toulousain se représente et il accepte cette fois de les rejoindre. Il arrive en cadets 2 et devient champion de France cadets dès sa première année, en 2010, à Toulouse. La même année, il est également champion Gaudermen et champion Grand Sud. En 2011, il est champion de France Inter secteurs.

### Débuts professionnels (2012-2015)
Cyril Baille fait ses débuts lors de la saison 2012-2013, en octobre 2012 contre le Stade français quand il remplace Jean-Baptiste Poux à dix minutes de la fin du match. Il entre de nouveau en jeu deux semaines plus tard à l'occasion de la réception de Montpellier. Il joue également un match de Challenge européen en fin de saison face à l'USAP, son troisième et dernier de la saison. Durant cette saison, il est également sélectionné par Fabien Pelous en équipe de France des moins de 20 ans pour participer dans un premier temps au Tournoi des Six Nations 2013, puis au mondial junior 2013,.
Le début de saison 2013-2014 du Stade toulousain est marqué par une pénurie de piliers, avec notamment le départ en sélection de Gurthrö Steenkamp et la blessure de Vasil Kakovin au poste de pilier gauche, laissant du temps de jeu à Cyril Baille qui en profite pour se montrer et jouer les huit premiers matchs de la saison. Toulouse recrute ensuite Schalk Ferreira à son poste, en tant que joker médical, ce qui va un peu réduire son temps de jeu. Il joue finalement 17 matchs toutes compétitions confondues, dont cinq en tant que titulaire. S'il évolue encore dans l'ombre de piliers comme Gurthrö Steenkamp ou Schalk Ferreira, il est considéré comme l'un des plus sûrs espoirs au poste de pilier. 
À partir de la saison 2014-2015, il s'impose dans la rotation à gauche de la mêlée toulousaine. Durant cette saison, il voit arriver chez les professionnels Dorian Aldegheri et Julien Marchand, ses coéquipiers avec qui il a effectué toute sa formation. En mai 2015, à l'occasion du match de barrage qui oppose son club à Oyonnax (20-19), il entre en jeu en compagnie de Marchand et Aldegheri, avec qui il va faire basculer ce match. En effet, cette jeune première ligne va poser de gros problèmes à son adversaire et stabiliser la mêlée toulousaine, en difficulté avant leurs entrées,. En fin de match, Cyril Baille est à la conclusion d'un essai toulousain de près de 80 mètres qui envoie le Stade toulousain en demi-finale du top 14,. Il réalise globalement une bonne saison, et est même cité parmi les meilleurs piliers gauche de cette édition du Top 14 par Midi olympique.

### Affirmation au Stade toulousain et débuts en équipe de France (2015-2018)

#### L'un des meilleurs piliers gauches de Top 14, remplaçant de Steenkamp

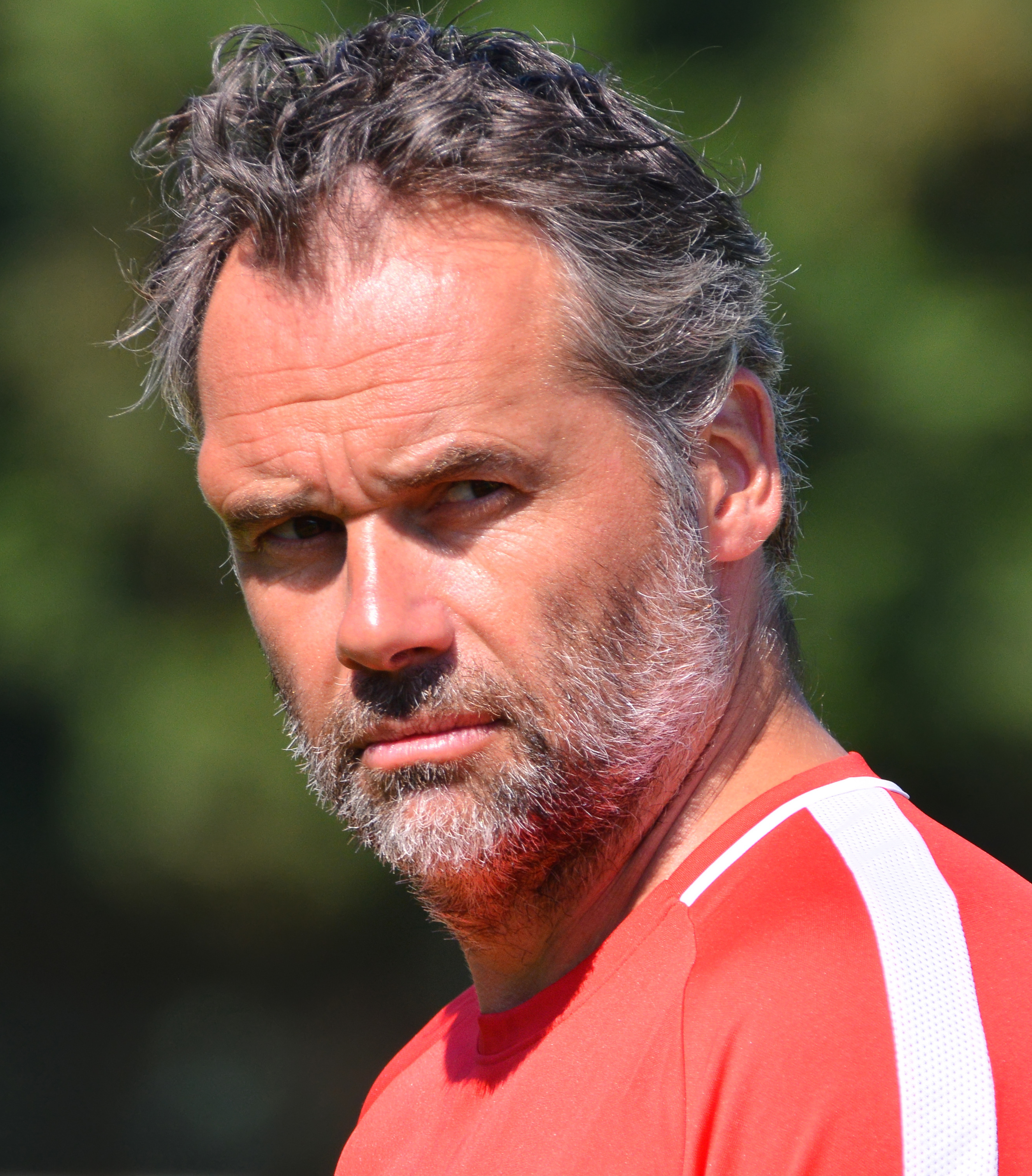
Ugo Mola, ici en 2018, est l'entraîneur de Cyril Baille depuis 2015.

Le départ de Toulouse de Schalk Ferreira fait de Cyril Baille le numéro deux incontestable dans la hiérarchie des piliers gauches derrière l'international sud-africain Gurthrö Steenkamp, pour la saison 2015-2016,. Il passe aussi devant le géorgien Kakovin, grâce à la nouvelle politique de Fabien Pelous visant à faire monter le plus de jeunes Toulousains en équipe une. Il réalise un bon début de saison, bien qu'il débute chaque match sur le banc des remplaçants, barré par Steenkamp. Son nom est même évoqué en février 2016, pour remplacer, en équipe de France, Eddy Ben Arous, blessé. Il ne sera cependant pas convoqué. Malgré une saison où il n'est pas titulaire, Cyril Baille est considéré comme l'une des révélations de la saison et l'avenir du rugby français, tout comme ses coéquipiers de la première ligne, Aldegheri et Marchand.

#### Pilier gauche titulaire au Stade toulousain et débuts en bleu

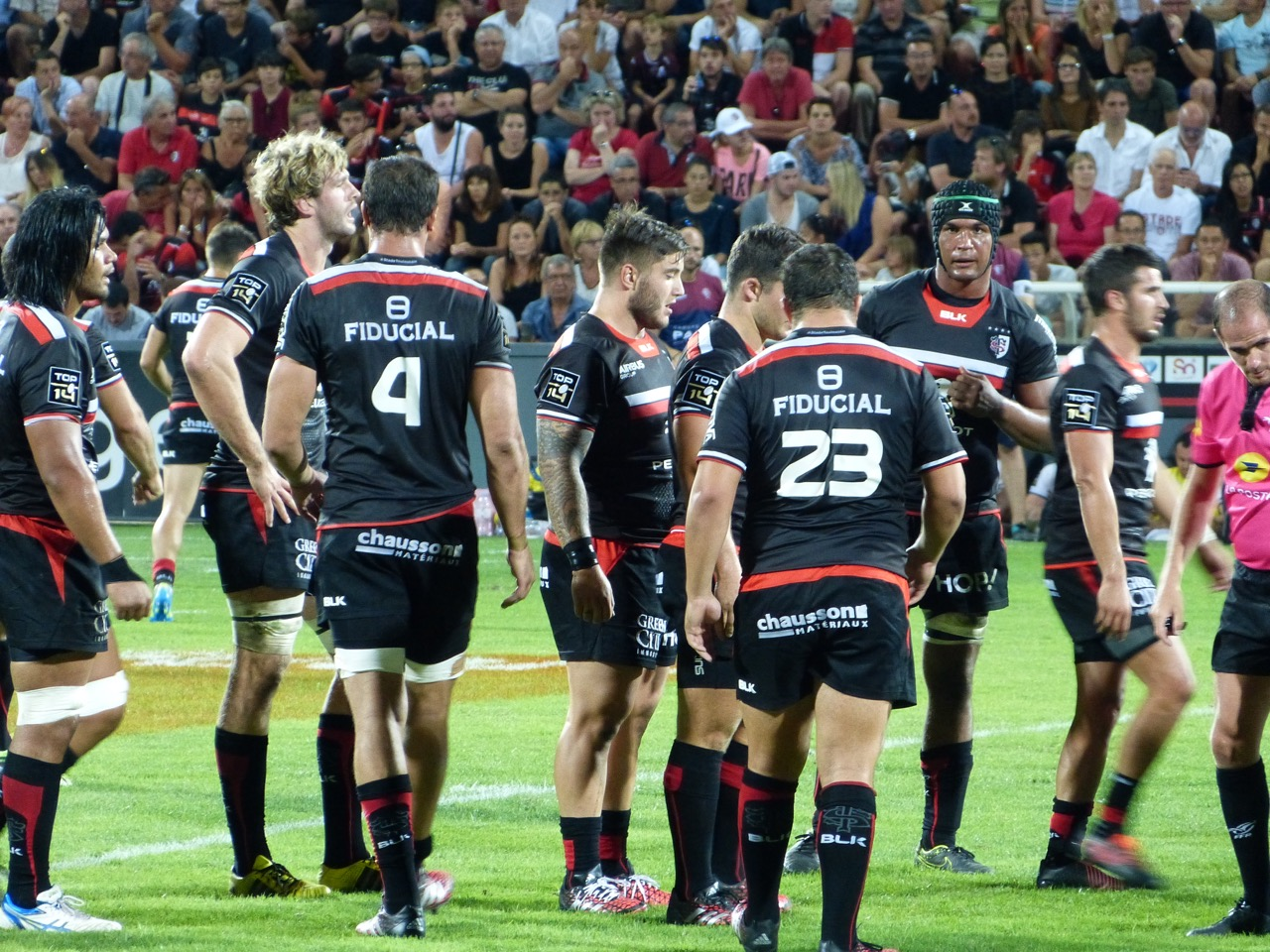
Cyril Baille, avec le Stade toulousain, contre l'Union Bordeaux-Bègles le 27 août 2016.

Il commence la saison 2016-2017 de la même manière que la précédente, en étant le remplaçant de l'habituel titulaire, Steenkamp. En novembre 2016, il est appelé pour la première fois par Guy Novès pour rejoindre le rassemblement de l'équipe de France qui prépare la tournée de novembre : il remplace Eddy Ben Arous, forfait à la suite d'une commotion cérébrale en championnat,. Le 12 novembre 2016, il joue son premier match en bleu, face aux Samoa au Stadium de Toulouse. Il est remplaçant et entre en cours de jeu en remplacement de Jefferson Poirot. Le XV de France s'impose 52 à 8. Il joue également les deux autres matchs de la tournée, contre l'Australie et la Nouvelle-Zélande, durant lesquels il impressionne. En janvier 2017, il prolonge son contrat avec le Stade toulousain, son club formateur, de trois années supplémentaires, soit jusqu'en 2021. En début d'année 2017, il joue son premier match du Tournoi des Six Nations contre l'Angleterre à Twickenham. L'équipe de France s'incline 19 à 16, mais Baille est titulaire pour les cinq matchs du Tournoi.
Après vingt matchs joués avec le Stade toulousain toutes compétitions confondues, sa saison prend fin lors de la 23e journée de Top 14, en avril 2017, lorsqu'il est victime d'une rupture du tendon rotulien. Alors qu'il est en pleine ascension, cette blessure vient freiner sa progression en l'éloignant des terrains pendant huit mois,. Avant de se blesser, il réalisait une très bonne saison et s’était révélé comme une des plus grandes satisfactions du staff technique toulousain. Il avait même devancé Gurhtrö Steenkamp au poste de pilier gauche, après plus de trois saisons passées à être son remplaçant.
En juin, l'encadrement du XV de France l'intègre tout de même dans la liste Élite des joueurs protégés par la convention FFR/LNR pour la saison 2017-2018.
Sa grave blessure au genou lui fait manquer la première partie de la saison 2017-2018, alors que son club voulait faire de lui un homme de base de leur projet pour cette saison. Il est de retour sur les terrains fin décembre 2017, lors de 13e journée de Top 14, face au Racing, quand il entre en jeu à la place de Lucas Pointud à une vingtaine de minutes de la fin de la rencontre. Il retrouve rapidement sa place de titulaire et enchaîne de nouveau les matchs. Il joue au total treize matchs de Top 14 et inscrit deux essais. À l'issue de cette saison, il est de retour avec les Bleus, appelé par Jacques Brunel pour la tournée d'été en Nouvelle-Zélande. Il prend part aux trois matchs de la tournée face aux All blacks, en entrant en jeu à la place de Dany Priso à chaque fois,,.

### Au plus haut niveau (depuis 2018)

#### Premier titre puis première participation à la Coupe du monde en 2019
Opéré en août 2018 à cause d'une blessure aux ischios, Cyril Baille manque de nouveau le début de saison 2018-2019,. Après quatre mois d'arrêt, il est de retour en décembre 2018, à l'occasion de la 12e journée de Top 14 pour affronter Clermont. Le 17 février 2019, il joue le 100e match de sa carrière, face au Racing. Il revient peu à peu à son meilleur niveau et porte le Stade toulousain jusqu'en finale de Top 14. Il est titulaire lors de la finale face à Clermont, avant d'être remplacé par Clément Castets en seconde période. Le Stade toulousain s'impose 24 à 18 et est champion de France, ce qui est aussi le premier titre de la carrière de Cyril Baille. Il est ensuite élu meilleur pilier gauche de la saison de Top 14 par les internautes du site Rugbyrama.
Appelé comme réserviste dans l'optique de préparer la Coupe du monde 2019 au Japon après le forfait d'Étienne Falgoux, par Jacques Brunel, Cyril Baille est finalement préféré à Dany Priso et est sélectionné pour son premier mondial. Quelques jours après sa convocation pour participer à la Coupe du monde, Cyril Baille prolonge son contrat avec le Stade toulousain jusqu'en 2023,. Pour sa première Coupe du monde, il participe aux quatre rencontres jouées par la France (Argentine, États-Unis, Tonga, Pays de Galles). Il n'est titulaire qu'une seule fois, en poule face aux Américains, le titulaire étant Jefferson Poirot pour les autres matchs.
De retour au Stade toulousain en novembre 2019, après la Coupe du monde Cyril Baille joue jusqu'au début de l'année 2020. En janvier, il est sélectionné par Fabien Galthié pour participer au Tournoi des Six Nations 2020, tout comme ses coéquipiers Dorian Aldegheri, Julien Marchand, François Cros, Selevasio Tolofua, Antoine Dupont, Romain Ntamack et Thomas Ramos,. Il est titulaire dès le premier match du tournoi contre l'Angleterre, à la place de l'habituel Jefferson Poirot. Il démarre ensuite les deux matchs suivants face à l'Italie et au Pays de Galles avant de se luxer l'épaule droite contre les Gallois, mettant fin à son tournoi,. Néanmoins, le sélectionneur des Bleus affirme lors de ce Tournoi que Baille est à ses yeux le meilleur pilier gauche du monde. Il est reconnu pour sa force en mêlée, mais aussi son adresse ballon en mains, inhabituelle pour ce gabarit. Avec le Stade toulousain, il finit le championnat plus rapidement que prévu à cause de la pandémie de Covid-19 qui met un terme à la saison prématurément. Les matchs de Coupe d'Europe sont cependant reportés, et il peut donc jouer le quart de finale face a l'Ulster puis la demi-finale contre Exeter que les Toulousains perdent.

#### Champion d'Europe et de France en 2021

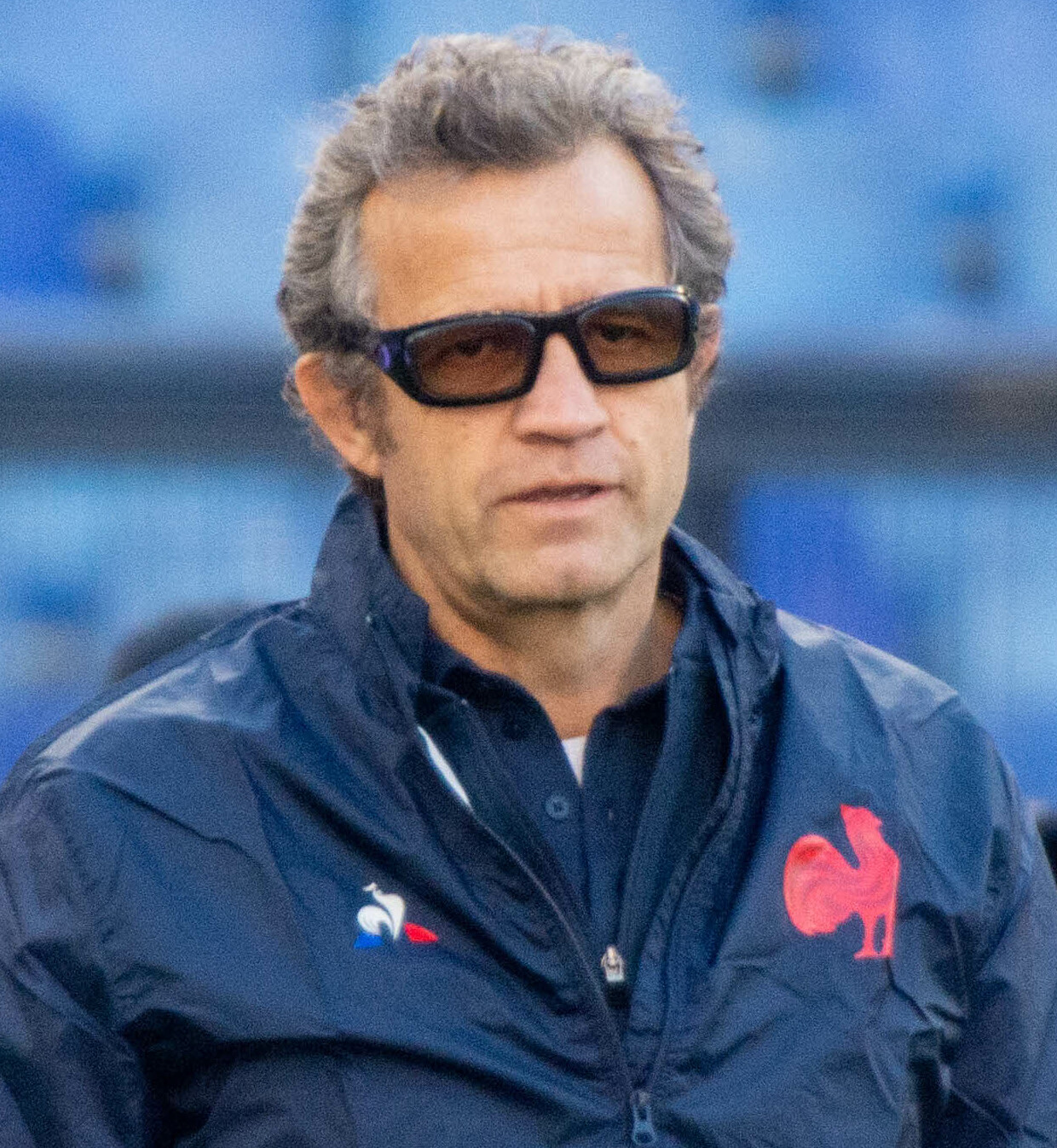
Cyril Baille devient le titulaire en pilier gauche du XV de France lors du premier mandat du sélectionneur Fabien Galthié.

Cyril Baille commence la saison 2020-2021 en tant que titulaire au poste de pilier gauche, bien que Clément Castets, son premier concurrent, ait beaucoup progressé les deux dernières saisons. Il est désormais l'un des tauliers du Stade toulousain et de l'équipe de France, considéré comme titulaire indiscutable à son poste. En novembre 2020, il est sélectionné pour participer à la Coupe d'automne des nations, durant laquelle il joue deux matchs. En fin d'année 2020, il est nommé, par Midi olympique, dans le XV de l'année en Top 14. Il est ensuite appelé pour participer au Tournoi des Six Nations 2021, durant lequel il joue tous les matchs, en étant à chaque fois titulaire et termine à la deuxième place derrière le Pays de Galles, vainqueur.
De retour à Toulouse, Cyril Baille et le Stade toulousain réalisent un sans faute en Coupe d'Europe, et éliminent le Munster, Clermont puis l'UBB, avant d'affronter le Stade rochelais en finale. Face aux Rochelais, Cyril Baille est titulaire aux côtés de Peato Mauvaka et Charlie Faumuina en première ligne. Il joue 70 minutes puis est remplacé par Clément Castets. Il réalise un bon match et est l'un des artisans de la victoire des Toulousains qui s'imposent 22 à 17 et remportent leur cinquième titre dans la compétition,.
En Top 14, Cyril Baille joue 14 matchs cette saison dont la demi-finale gagnée face à l'UBB et la finale face au Stade rochelais, pour le seconde fois de la saison. En finale, il encore une fois de plus titulaire en première ligne, accompagné de Julien Marchand et Charlie Faumuina et joue 62 minutes jusqu'à ce que Rodrigue Neti le remplace. Toulouse s'impose une fois de plus, sur le score de 18 à 8 et Cyril Baille remporte son deuxième titre de la saison, le troisième de sa carrière.
À la fin de cette saison, Cyril Baille est considéré comme l'un des meilleurs piliers gauche du monde, notamment par Fabien Galthié, le sélectionneur des Bleus. Cela s'est confirmé quand il a reçu l'Oscar Europe en novembre 2021.

#### Grand Chelem avec les Bleus en 2022
La saison suivante, en 2021-2022, Cyril Baille joue 18 matchs de Top 14 et 5 de Coupe d'Europe, échouant dans les deux compétitions en demi-finale. Il est le titulaire au poste de pilier gauche durant l'intégralité de la saison devant Rodrigue Neti et fait partie de l'équipe type de la saison en Top 14. À la fin de l'année 2021, il prolonge son contrat avec son club formateur jusqu'en 2027. Il fait également partie du XV mondial de l'année selon Midi olympique.
Avec les Bleus, il est dans un premier temps sélectionné pour la tournée d'automne 2021. Il débute les trois matchs de la tournée contre l'Argentine, la Géorgie et la Nouvelle-Zélande que la France remporte. Selon William Servat, l'entraîneur des avants de l'équipe de France, Cyril Baille a été « exceptionnel » durant toute cette tournée. Quelques mois plus tard il est appelé pour participer au Tournoi des Six Nations 2022. Il joue tous les matchs du tournoi en tant que titulaire, marquant même un essai décisif face à l'Irlande. Les Français remportent tous les matchs de la compétition, réalisant ainsi le Grand Chelem, le dixième de l'histoire du rugby tricolore, le premier depuis douze ans. Il s'agit du premier titre remporté en sélection nationale par Cyril Baille. À la fin du tournoi, il est nommé dans l'équipe type de la compétition. En 2022, à la faveur de sa régularité et de ses performances en équipe de France dans le Tournoi des Six Nations, Cyril Baille est considéré comme étant peut-être le meilleur pilier gauche au monde,.

#### Champion de France puis Coupe du monde en 2023
Avant la reprise de la nouvelle saison, il est opéré des adducteurs, le rendant indisponible durant deux mois. Il manque ainsi le début de saison 2022-2023 avec le Stade toulousain. Il choisit de se faire opérer à cette période, pour soigner une blessure qui le gênait la saison passée et pour donc ne pas aggraver cette blessure et prendre le risque de manquer la Coupe du monde 2023 qui arrive. Il est de retour lors de la neuvième journée de Top 14, face à l'Aviron bayonnais, lorsqu'il entre en jeu en seconde période à la place de David Ainu'u. Le lendemain, il fait également son retour avec le XV de France, lorsqu'il est convoqué par Fabien Galthié pour la tournée d'automne 2022, alors qu'il n'a joué que 34 minutes depuis le début de la saison. Début janvier 2023, il est de nouveau appelé en équipe de France pour participer au Tournoi des Six Nations 2023,. Il joue les cinq matchs de son pays en tant que titulaire et la France termine la compétition en deuxième position derrière l'Irlande qui réalise le Grand Chelem.
De retour avec son club, il se qualifie jusqu'en demi-finale de la Champions Cup, avant d'être éliminé une fois de plus aux portes de la finale par le Leinster, une défaite 41 à 22,. Toutefois, en championnat, les Toulousains terminent à la première place de la saison régulière, se qualifiant donc en demi-finale où ils battent largement le Racing 92 sur le score de 41 à 14 et retrouvent donc le Stade rochelais en finale, comme en 2021,. Face aux Franciliens, Cyril Baille réalise un excellent match, notamment en mêlée où, accompagné par Dorian Aldegheri, ils dominent largement la mêlée adversaire. En finale, Baille est titulaire en première ligne en compagnie de Marchand et Aldegheri, puis est remplacé en seconde période par Rodrigue Neti. Dans un match très serré, Toulouse s'impose en fin de match et l'emporte 29 à 26,. Cyril Baille remporte donc le Bouclier de Brennus pour la troisième fois de sa carrière.
À l'issue de cette saison, il est sélectionné dans une liste de 42 joueurs pour préparer la Coupe du monde 2023. Il fait partie des dix joueurs du Stade toulousain appelés par le sélectionneur des Bleus. Il ne participe pas au premier match de préparation, puisqu'une équipe largement remaniée, sans les titulaires habituels, est alignée. Puis, il est titulaire lors du deuxième match de préparation face à l'Écosse, mais se blesse au mollet droit durant la rencontre, le rendant indisponible cinq à six semaines, lui faisant ainsi manquer le début du Mondial,. Il fait néanmoins partie de la liste officielle des 33 joueurs qui joueront la compétition. Il retrouve ensuite sa place dans le XV de départ français pour affronter la Namibie. Face aux Welwitschias, les Français s'imposent 96 à 0, soit la plus large victoire de l'histoire du XV de France. Il est reconduit en tant que titulaire pour le match suivant remporté 60 à 7 contre l'Italie et se qualifie pour les quarts de finale. Pour le premier match de la phase à élimination directe, les Bleus font face à l'Afrique du Sud, le champion du monde en titre. Cyril Baille est titulaire et marque deux essais dans une rencontre très serrée, finalement remportée d'un point par les Springboks (28-29). Malgré son statut de favori, la France est alors éliminée dès les quarts de finale, comme en 2019,.
En fin d'année 2023, il est récompensé lors des Prix World Rugby lorsqu'il est sélectionné dans le XV masculin de l'année.

#### Champion d'Europe et Champion de France en 2024
Cyril Baille fait son retour de la Coupe du monde avec le Stade toulousain lors de la sixième journée de championnat contre l'USA Perpignan. Au mois de janvier 2024, il est sélectionné avec les Bleus pour le Tournoi des Six Nations 2024. Après une deuxième place aux Six Nations, Toulouse joue les phases finale de la Champions Cup et se qualifie en finale de la Champions Cup après avoir éliminé les Harlequins en demi-finale. En finale, contre le Leinster, Baille est titularisé et les Toulousains s'imposent 31 à 22 après les prolongations face aux Irlandais et remportent ainsi leur sixième titre dans la compétition. Un mois plus tard, lors de la demi-finale du championnat de France, il est victime d'une rupture des ligaments d'une cheville et fracture du péroné, l'obligeant à déclarer forfait pour la finale contre l'Union Bordeaux Bègles. Ensuite, le Stade toulousain s'impose 59 à 3, plus large score de l'histoire en finale du championnat. Cyril Baille remporte ainsi son quatrième bouclier de Brennus et le Stade toulousain son vingt-troisième. À l'issue de la saison, il est élu dans l'équipe type de Top 14.
Sa grave blessure lui fait ainsi manquer la tournée de novembre avec l'équipe de France. Toutefois, après six mois de rééducation, il est de retour de blessure en milieu de saison 2024-2025, lors de la quatorzième journée de Top 14 contre le Stade rochelais et est désigné capitaine de l'équipe pour cette rencontre,. Deux semaines plus tard, malgré un retour à la compétition récent, il est sélectionné avec les Bleus pour le Tournoi des Six Nations 2025. Compétition à l'issue de laquelle, il obtient son deuxième sacre avec les Bleus.

## Style de jeu
Cyril Baille est un pilier très complet, fort en mêlée fermée et très bon balle en main. C'est un joueur ayant une excellente technique individuelle qui le fit surnommer « Cyril aux mains d'argent », à son début de carrière professionnelle,.
Fabien Galthié, disait de lui qu'il est un pilier qui « se déplace énormément, est très adroit de ses mains et pousse fort en mêlée fermée ».

## Statistiques

### En club
| Saison                 | Club                   | Championnat | Championnat | Championnat | Coupe d'Europe     | Coupe d'Europe | Coupe d'Europe |
| Saison                 | Club                   | Compétition | Matchs      | Essais      | Compétition        | Matchs         | Essais         |
| ---------------------- | ---------------------- | ----------- | ----------- | ----------- | ------------------ | -------------- | -------------- |
| 2012-2013              | Stade toulousain       | Top 14      | 2           | -           | Challenge européen | 1              | -              |
| 2013-2014              | Stade toulousain       | Top 14      | 15          | -           | Coupe d'Europe     | 2              | -              |
| 2014-2015              | Stade toulousain       | Top 14      | 13          | 1           | Coupe d'Europe     | 3              | -              |
| 2015-2016              | Stade toulousain       | Top 14      | 18          | -           | Coupe d'Europe     | 4              | -              |
| 2016-2017              | Stade toulousain       | Top 14      | 14          | -           | Coupe d'Europe     | 6              | -              |
| 2017-2018              | Stade toulousain       | Top 14      | 13          | 2           | Challenge européen | -              | -              |
| 2018-2019              | Stade toulousain       | Top 14      | 15          | -           | Coupe d'Europe     | 4              | -              |
| 2019-2020              | Stade toulousain       | Top 14      | 2           | -           | Coupe d'Europe     | 7              | 1              |
| 2020-2021              | Stade toulousain       | Top 14      | 14          | -           | Coupe d'Europe     | 5              | -              |
| 2021-2022              | Stade toulousain       | Top 14      | 18          | 1           | Coupe d'Europe     | 5              | -              |
| 2022-2023              | Stade toulousain       | Top 14      | 9           | -           | Champions Cup      | 7              | 1              |
| Total Stade toulousain | Total Stade toulousain | Top 14      | 133         | 4           | Coupes d'Europe    | 44             | 2              |

### En équipe nationale

#### Équipe de France des moins de 20 ans
Cyril Baille a disputé dix matchs avec l'équipe de France des moins de 20 ans en une saison, prenant part à une édition du Tournoi des Six Nations en 2013 et à une édition du championnat du monde junior en 2013. Il n'a pas inscrit de points.

#### XV de France
Au 16 mars 2025, Cyril Baille compte 57 sélections en équipe de France, pour cinq essais inscrits. Il a pris part à sept éditions du Tournoi des Six Nations, en 2017, 2020, 2021, 2022, 2023, 2024 et 2025, et à deux éditions de la Coupe du monde, en 2019 et 2023.
| Année | Compétition                 | Matchs | Points | Essais |
| ----- | --------------------------- | ------ | ------ | ------ |
| 2016  | Test matchs                 | 3      | -      | -      |
| 2017  | Six Nations                 | 5      | -      | -      |
| 2018  | Test matchs                 | 3      | -      | -      |
| 2019  | Test matchs                 | 2      | -      | -      |
| 2019  | Coupe du monde              | 4      | -      | -      |
| 2020  | Six Nations                 | 4      | -      | -      |
| 2020  | Test matchs                 | 1      | 5      | 1      |
| 2020  | Coupe d'automne des nations | 1      | -      | -      |
| 2021  | Six Nations                 | 5      | -      | -      |
| 2021  | Test matchs                 | 3      | -      | -      |
| 2022  | Six Nations                 | 5      | 5      | 1      |
| 2022  | Test matchs                 | 2      | 5      | 1      |
| 2023  | Six Nations                 | 5      | -      | -      |
| 2023  | Test matchs                 | 1      | -      | -      |
| 2023  | Coupe du monde              | 3      | 10     | 2      |
| 2024  | Six Nations                 | 5      | -      | -      |
| 2025  | Six Nations                 | 5      | -      | -      |
| Total | Total                       | 57     | 25     | 5      |

| Adversaire       | Matchs joués | Victoires | Défaites | Nuls | Essais | Points | % de victoire |
| ---------------- | ------------ | --------- | -------- | ---- | ------ | ------ | ------------- |
| Afrique du Sud   | 2            | 1         | 1        | 0    | 3      | 15     | 50            |
| Angleterre       | 7            | 4         | 3        | 0    | 0      | 0      | 57.14         |
| Argentine        | 2            | 2         | 0        | 0    | 0      | 0      | 100           |
| Australie        | 2            | 1         | 1        | 0    | 0      | 0      | 100           |
| Écosse           | 9            | 7         | 2        | 0    | 0      | 0      | 77.78         |
| États-Unis       | 1            | 1         | 0        | 0    | 0      | 0      | 100           |
| Pays de Galles   | 9            | 8         | 1        | 0    | 1      | 5      | 88.89         |
| Géorgie          | 1            | 1         | 0        | 0    | 0      | 0      | 100           |
| Irlande          | 7            | 4         | 3        | 0    | 1      | 5      | 57.14         |
| Italie           | 9            | 8         | 0        | 1    | 0      | 0      | 88.89         |
| Namibie          | 1            | 1         | 0        | 0    | 0      | 0      | 100           |
| Nouvelle-Zélande | 5            | 1         | 4        | 0    | 0      | 0      | 20            |
| Samoa            | 1            | 1         | 0        | 0    | 0      | 0      | 100           |
| Tonga            | 1            | 1         | 0        | 0    | 0      | 0      | 100           |
| Total            | 57           | 41        | 15       | 1    | 5      | 25     | 71.93         |

| Numéro | Date             | Lieu                         | Adversaire     | Compétition         | Résultat | Score |
| ------ | ---------------- | ---------------------------- | -------------- | ------------------- | -------- | ----- |
| 1      | 24 octobre 2020  | Stade de France, Saint-Denis | Pays de Galles | Test match          | Victoire | 38-21 |
| 2      | 12 février 2022  | Stade de France, Saint-Denis | Irlande        | Six Nations 2022    | Victoire | 30-24 |
| 3      | 12 novembre 2022 | Stade Vélodrome, Marseille   | Afrique du Sud | Test match          | Victoire | 30-26 |
| 4      | 15 octobre 2023  | Stade de France, Saint-Denis | Afrique du Sud | Coupe du monde 2023 | Défaite  | 28-29 |
| 5      | 15 octobre 2023  | Stade de France, Saint-Denis | Afrique du Sud | Coupe du monde 2023 | Défaite  | 28-29 |

## Palmarès

### En club
- Stade toulousain
  - Vainqueur du Championnat de France en 2019, 2021, 2023, 2024[N 1]et 2025
  - Vainqueur de la Coupe d'Europe en 2021 et 2024

### En sélection
- France
  - Vainqueur du Tournoi des Six Nations en 2022 (Grand Chelem) et 2025

#### Tournoi des Six Nations
| Édition          | Rang | Résultats France | Résultats Baille | Matchs Baille |
| ---------------- | ---- | ---------------- | ---------------- | ------------- |
| Six Nations 2017 | 3    | 3 v, 0 n, 2 d    | 3 v, 0 n, 2 d    | 5/5           |
| Six Nations 2020 | 2    | 4 v, 0 n, 1 d    | 4 v, 0 n, 0 d    | 4/5           |
| Six Nations 2021 | 2    | 3 v, 0 n, 2 d    | 3 v, 0 n, 2 d    | 5/5           |
| Six Nations 2022 | 1    | 5 v, 0 n, 0 d    | 5 v, 0 n, 0 d    | 5/5           |
| Six Nations 2023 | 2    | 4 v, 0 n, 1 d    | 4 v, 0 n, 1 d    | 5/5           |
| Six Nations 2024 | 2    | 3 v, 1 n, 1 d    | 3 v, 1 n, 1 d    | 5/5           |
| Six Nations 2025 | 1    | 4 v, 0 n, 1 d    | 4 v, 0 n, 0 d    | 4/5           |

Légende : v = victoire ; n = match nul ; d = défaite ; la ligne est en gras quand il y a Grand Chelem.

#### Coupe du monde
| Édition     | Rang               | Résultats France | Résultats Baille | Matchs Baille |
| ----------- | ------------------ | ---------------- | ---------------- | ------------- |
| Japon 2019  | Quart de finaliste | 3 v, 0 n, 1 d    | 3 v, 0 n, 1 d    | 4/4           |
| France 2023 | Quart de finaliste | 4 v, 0 n, 1 d    | 2 v, 0 n, 1 d    | 3/5           |

### Distinctions personnelles
- Oscars du Midi olympique :  Oscar Europe 2021[62]
- Membre de l'équipe type du Championnat de France en 2022 et 2024
- Membre de l'équipe type du Tournoi des Six Nations en 2022
- Prix World Rugby : Membre du XV masculin de l'année en 2023